# Roald Dahl’s Revolting Rhymes
Roald Dahl’s Revolting Rhymes ist eine Gedichtsammlung von Roald Dahl, die 1982 erschienen ist. Sie besteht aus sechs Gedichten, die jeweils ein bekanntes Märchen neu erzählen, wobei die Handlung überraschende, oft zynische Wendungen nimmt. Das Buch wurde von Quentin Blake illustriert.

## Inhalt
Cinderella
Das Gedicht Cinderella ist eine Neuinterpretation des Märchens von Aschenputtel. In den ersten Versen wird angekündigt, dies sei die wahre Fassung des Märchens, die wesentlich brutaler sei als die weithin bekannte. Der Prinz wird als ausgesprochen gewalttätig präsentiert, weshalb sich Aschenputtel am Ende entscheidet, ihn nicht zu heiraten, sondern die Fee bittet, ihr stattdessen  einen anständigen Mann zu verschaffen. Sie heiratet einen Marmeladenverkäufer und führt ein glückliches Leben.
Jack and the Beanstalk
Das englische Märchen Hans und die Bohnenranke wird so abgeändert, dass der Protagonist vor dem Riesen verschont bleibt, indem er gründlich badet und der Riese ihn so nicht riechen kann. Daraufhin beschließt er, jeden Tag zu baden.
Snow White and the Seven Dwarfs
Das Gedicht von Schneewittchen beginnt wie das bekannte Märchen. Allerdings sind die sieben Zwerge hier sieben ehemalige Jockeys, die von Pferdewetten leben. Schneewittchen stiehlt den verzauberten Spiegel ihrer Stiefmutter und nutzt ihn, um den Ausgang der Pferderennen vorherzusagen, was ihnen allen zu großem Erfolg verhilft. Das Gedicht endet mit der ironischen Moral, dass Glücksspiel keine Sünde sei, vorausgesetzt, man gewinne immer.
Goldilocks and the Three Bears
Das Gedicht Goldilocks and the Three Bears ist weniger eine Nacherzählung als ein Kommentar zu dem Märchen von Goldlöckchen und den drei Bären. Roald Dahl geht die Geschichte Abschnitt für Abschnitt durch und versetzt sich dabei in die Situation der Bärenfamilie. Er missbilligt, dass Goldlöckchen im Märchen ungeschoren davonkommt, obwohl sie keinerlei Manieren zeigt und mehrere Verbrechen begeht, und schlägt ein alternatives Ende vor, in dem das Bärenkind Goldlöckchen anstelle seines von ihr gestohlenen Frühstücks verspeist.
Little Red Riding Hood and the Wolf
Das Gedicht von Rotkäppchen folgt im Wesentlichen der Handlung des Märchens mit dem Unterschied, dass Rotkäppchen in dieser Fassung weitaus selbstständiger ist, sich nicht vom Wolf überlisten lässt und anstelle des Jägers den Wolf selbst erschießt. Am Ende trägt sie stolz einen Mantel aus Wolfspelz.
The Three Little Pigs
Das Märchen Die drei kleinen Schweinchen wird zunächst entsprechend der Originalfassung erzählt. Als jedoch der Wolf das dritte Schweinchen bedroht, ruft dieses Rotkäppchen an, das ja bereits Erfahrung mit Wölfen hat, und bittet es um Hilfe. Rotkäppchen greift ein und besiegt auch diesen Wolf. Die Moral der Geschichte ist allerdings, dass man jungen Damen aus der Oberschicht nicht trauen solle, da Rotkäppchen sich nicht nur aus dem Wolfspelz einen zweiten Mantel schneidern lässt, sondern auch aus der Haut des Schweinchens einen Reisekoffer.

## Rezeption
Roald Dahl’s Revolting Rhymes gilt als Klassiker der englischsprachigen Kinderliteratur. The Cambridge Guide to Literature in English nennt es als Beispiel für Dahls sprachliche Gewandtheit. Allerdings wurde es nicht ausnahmslos positiv aufgenommen. So ist das Buch – wie auch andere Bücher Roald Dahls – häufig auf Klagen von Eltern hin aus US-amerikanischen Schulen verbannt worden, da es wegen seiner Darstellungen von Gewalt und seiner respektlosen Sprache für Kinder unpassend sei. Seinen sieben Jahre später veröffentlichten Gedichtband Rhyme Stew, in dem er weitere Märchen (darunter Hänsel und Gretel, Des Kaisers neue Kleider, Ali Baba und Aladin) in ähnlicher Form verarbeitete, versah Dahl selbst mit dem Hinweis, es sei für „kleine Leute“ („small people“) ungeeignet.

## Deutsche Übersetzung
Roald Dahl’s Revolting Rhymes ist nicht vollständig auf Deutsch erschienen. Vier der Märchen (Aschenputtel, Schneewittchen, Rotkäppchen und Die drei kleinen Schweinchen) sind allerdings in einer deutschen Nachdichtung von Heinrich Maria Ledig-Rowohlt Teil des 1983 erschienenen Sammelbandes Konfetti.

## Hörbücher
Eine Hörbuchfassung von Pam Ferris und Geoffrey Palmer, die zusätzlich Roald Dahls Gedichtsammlung Dirty Beasts enthält, erschien 2005 bei Puffin Audiobooks. Eine Neuauflage des schottischen Schauspielers Alan Cumming erschien 2008.

## Ausgaben
Originalfassung
- Roald Dahl: Roald Dahl’s Revolting Rhymes, Perma-Bound Books, 1982 (Erstausgabe)
- Roald Dahl: Roald Dahl’s Revolting Rhymes, Puffin Books, 1995, ISBN 978-0140375336

Deutsche Fassung ausgewählter Gedichte
- Roald Dahl: Konfetti. Ungemütliches und Ungezogenes, Rowohlt Verlag, Reinbek 1983, ISBN 3-498-01245-2

Hörbücher
- Revolting Rhymes & Dirty Beasts, gelesen von Pam Ferris und Geoffrey Palmer, Puffin 2005, ISBN 978-0141806365
- Revolting Rhymes & Dirty Beasts, gelesen von Alan Cumming, Puffin 2008, ISBN 978-0141807812

## Verfilmung
Unter dem Titel Revolting Rhymes erschien 2017 ein britisch-deutscher computeranimierter Fernseh-Kurzfilm von Jakob Schuh und Jan Lachauer. Er erzählt fünf der sechs Gedichte (mit Ausnahme von Goldilocks and the Three Bears). Die Handlungen von Rotkäppchen, Schneewittchen und Die drei kleinen Schweinchen sind dabei miteinander kombiniert; Aschenputtel und Jack und die Bohnenstange kommen als Geschichte in der Geschichte vor. Der Film wurde bei der Oscarverleihung 2018 als Bester animierter Kurzfilm nominiert.